# Орр, Бобби
Ро́берт Го́рдон (Бо́бби) Орр (англ. Robert Gordon «Bobby» Orr; 20 марта 1948, Пэрри-Саунд, Онтарио, Канада) — канадский хоккеист, защитник. Бо́льшую часть карьеры провёл в клубе НХЛ «Бостон Брюинз», ещё три сезона выступал в «Чикаго Блэк Хокс». Двукратный обладатель Кубка Стэнли (1970, 1972), трёхкратный обладатель «Харт Трофи». Восемь раз подряд Орр выигрывал «Джеймс Норрис Трофи», дважды становился лучшим бомбардиром регулярного чемпионата, получая «Арт Росс Трофи», что ни до, ни после него не удавалось ни одному защитнику.
Орр был замечен скаутами НХЛ уже в раннем возрасте, сразу несколько команд выражали заинтересованность в подписании с ним контракта. Бобби выбрал «Бостон», отыграл четыре сезона в фарм-клубе «Брюинз» «Ошава Дженералз» и в 1966 году присоединился к основной команде. Появление Орра, а чуть позже Фила Эспозито, Кена Ходжа и Джона Маккензи, помогло «Бостону», не игравшему в плей-офф с 1959 года, выйти на новый уровень. За 10 сезонов, проведённых в клубе, Орр выиграл с «Брюинз» два Кубка Стэнли (забив решающие шайбы в обеих финальных сериях), причём в сезоне 1969/70 был признан лучшим защитником, лучшим игроком регулярного чемпионата и лучшим игроком плей-офф, а также возглавил список бомбардиров, став, таким образом, единственным хоккеистом в истории, выигрывавшим эти четыре индивидуальные награды НХЛ в один сезон. В 1976 году Бобби в статусе свободного агента подписал контракт с «Чикаго Блэк Хокс», но из-за постоянных проблем с левым коленом сыграл только в 26 матчах в следующих трёх сезонах, успев, однако, удачно выступить в составе сборной на Кубке Канады. В 1978 году он завершил карьеру.
За 13 лет в НХЛ Орр забил 270 голов и отдал 645 голевых передач в 657 матчах регулярных первенств. На момент завершения карьеры он был лучшим в истории защитником по всем трём показателям результативности, 10-м по передачам и 19-м по очкам среди игроков всех амплуа. Действия Орра на льду, его манера игры и сверхвысокая результативность изменили хоккей. До него игроки обороны практически не занимались игрой в атаке, именно он на своём примере доказал возможность существования атакующих защитников. Бобби многими признаётся одним из лучших хоккеистов в истории, в 1979 году он был включён в Зал хоккейной славы.
Несмотря на несколько рекордных контрактов, включая первое в истории НХЛ соглашение на сумму в 1 млн долларов, к концу игровой карьеры Орр был разорён, в чём винил своего агента, знаменитого Алана Иглсона. Бобби сумел восстановить своё финансовое положение, поучаствовав в ряде успешных бизнес-проектов. В 1996 году он открыл собственное спортивное агентство Orr Hockey Group, которое по оценкам журнала Forbes является 4-м крупнейшим хоккейным спортивным агентством в Северной Америке.

## Юность
Бобби Орр родился в городе Пэрри-Саунд, Онтарио. У семьи были ирландские корни — дед Бобби, Роберт, футболист, переехал в Канаду из Баллимины в начале XX века. Отец, Даг, в юности считался перспективным хоккеистом и в 1942 году даже имел предложение от клуба Восточной любительской хоккейной лиги «Атлантик-Сити Сигалз», но отказался от него ради службы в армии. Даг поступил на службу во флот и отправился на Вторую мировую войну, женившись незадолго до этого на Арве Стил. Даг прошёл всю войну, а после возвращения с фронта получил работу упаковщика на динамитной фабрике. У Дага и Арвы было пять детей: Патрисия, Ронни, Роберт, Пенни и Даг-младший. Бобби был третьим ребёнком в семье. Он родился 20 марта 1948 года в госпитале святого Иосифа, где его бабушка, Элси, работала медсестрой, и был назван в честь своего деда.
Орры жили небогато, у семьи не было автомобиля, а в доме — центрального отопления. Родители Бобби работали на нескольких работах — Даг помимо динамитной фабрики водил такси, был барменом, Арва была официанткой в нескольких кафе и продавщицей в продуктовом магазине. Орр вспоминал своего отца как «беззаботного парня с отличным чувством юмора», а мать — как скромную и тихую женщину, но сторонницу жёсткой дисциплины. Его с детства приучали быть ответственным и помогать по дому. До того, как у Бобби появилась перспектива стать профессиональным хоккеистом, он успел поработать в магазине мужской одежды и мясником в лавке своего дяди. Несмотря ни на что, семья Орров не считала свою жизнь чересчур тяжёлой: «Мы жили так всегда и ничего другого не знали. Зато в нашем доме всегда была любовь и поддержка». Бобби ценил то, что родители не давили на него и не мешали естественному развитию карьеры. В интервью, в которых Бобби вспоминал своё детство, он неоднократно упоминал слова, которые говорил ему отец: «Иди и играй в своё удовольствие, а там посмотрим, что выйдет». Такой подход он рекомендовал всем родителям, чьи дети занимаются спортом.
Все развлечения детей Пэрри-Саунд были так или иначе связаны с протекающей в городе рекой: летом они рыбачили или катались на лодках, а зимой играли в хоккей. По словам Бобби, хоккей был значимой частью культуры города — в него играли все, и семьями смотрели матчи по телевизору. В 4 года Орр получил свои первые коньки и начал играть в «дворовый» хоккей, а через год начал заниматься им организованно в одной из детских лиг. Несмотря на то, что Бобби был развит физически хуже, чем его сверстники, он вскоре начал превосходить их в скорости катания и достиг видимых результатов. Важной точкой в своей карьере Орр называет 1956 год, когда в возрасте 8 лет его пригласили играть в городской команде «всех звёзд», составленной из лучших игроков всех детских команд Пэрри-Саунд. Ройс Теннант, тренер, впечатлённый катанием Бобби, был первым, кто решил перевести его с края нападения в защиту, при этом предоставив ему свободу действий в атаке. Позже Теннанта сменил другой тренер, бывший игрок НХЛ Уилфред Макдональд. Он продолжил использовать Орра в защите, как и Теннант призывая мальчика не забывать об игре в нападении, использовать свою скорость и задатки бомбардира для быстрых атакующих прорывов. Уилфред вспоминал, что ему было сложно объяснить Дагу, почему его Бобби не играет в нападении: «Я говорил ему, что место его сына — в защите. Не думаю, что он меня тогда понял, но с решением смирился». Бобби высоко оценивал тренерскую работу обоих: заявлял, что почти всему, что он знает, его научил Макдональд, а Теннанта пригласил написать предисловие для автобиографии.

## Юниорская карьера
Скауты «Бостон Брюинз» заметили Орра весной 1961 года на юниорском турнире в Гананокве. По словам открывшего хоккеиста Рена Блэра, он представлял собой «комбинацию Дага Харви и Эдди Шора». «Брюинз» быстро обозначили свою заинтересованность в Бобби, на протяжении полутора лет Блэр регулярно посещал дом Орров. Осенью 1961 года «Бостон» даже инвестировал 1000 канадских долларов в детскую команду, в которой выступал молодой хоккеист. Блэр приехал в Онтарио для переговоров о воссоздании команды «Ошава Дженералз», прекратившей существование в 1953 году. «Дженералз» должны были стать новым фарм-клубом «Бостона». Несмотря на то, что у «Брюинз» уже была дочерняя команда в Ниагара-Фолс, Блэр убедил владельцев выкупить 51 % акций «Дженералз» и построить в Ошаве новую арену. Именно в «Ошава Дженералз» Орр должен был набираться опыта в случае подписания контракта с «Бостоном». Блэр убедил родителей Бобби отправить его в тренировочный лагерь, после завершения которого Оррам предстояло встретиться с владельцем «Брюинз» Уэстоном Адамсом. Встреча прошла неудачно, Арва и Даг не захотели отпускать 14-летнего сына в другой город: «Рена не волновало, где я буду жить, он лишь хотел, чтобы я играл в хоккей, мать же не интересовало, где я буду играть в хоккей, она хотела видеть меня дома». Бобби вернулся в Пэрри-Саунд, и Блэру пришлось провести ещё одну встречу с Оррами, на которую он даже позвал свою жену. Со второй попытки ему удалось их убедить, при этом стороны договорились, что Орру пока не придётся переезжать в Ошаву — большинство матчей проводились вечером пятницы или в выходные, так что будние дни ему разрешалось проводить в Пэрри-Сануд. В сентябре 1962 года контракт был подписан, при этом Орр отверг предложения ещё трёх команд НХЛ («Торонто», «Детройта» и «Монреаля»), проявлявших предметный интерес к нему. Сам Бобби объяснил, что посчитал «Брюинз» самой перспективной из команд: «Они — клуб будущего. В команде происходят значительные перемены, и я хочу в этом поучаствовать». По условиям контракта, он должен был отправиться в «Бостон» в 18 лет, а до той поры играть за «Ошаву». Орры также получали значительный бонус в размере тысячи канадских долларов, автомобиль, выпущенный не раньше 1956 года, и облицовку дома семьи стукко. Для себя Бобби попросил новый костюм.
В сезоне 1962/63 Орр дебютировал в составе «Дженералз» в недавно созданной Metro Junior A League (через сезон лига прекратила существование и команда стала частью Хоккейной лиги Онтарио). По прошествии первого сезона родители убедились, что он способен жить самостоятельно, и Бобби окончательно переехал в Ошаву, поступил в местную школу и поселился в доме семьи Эллсмир. 14-летнему Орру приходилось играть с соперниками, которым было по 19-20 лет, и переход на новый уровень игры давался молодому защитнику с трудом: «14-летний подросток всегда будет испытывать трудности при игре с теми, кто больше, быстрее и опытнее. И знаете, когда в тебя врезается кто-то на 60 фунтов тяжелее тебя — это весьма болезненно». Орр вспоминал, что первое время ему приходилось учиться «выживать» на площадке и избегать серьёзных столкновений. Это не помешало ему уже во втором своём сезоне установить снайперский рекорд для защитников (29 шайб) и попасть в первую команду всех звёзд OHA.
Количество забитых шайб и набранных очков у Орра увеличивалось с каждым сезоном. В сезоне 1963/64 у него было 29 шайб и 72 очка, в сезоне 1964/65 — 34 и 93, 1965/66 — 38 и 94. Каждый раз он включался в первую команду всех звёзд лиги, хотя так и ни разу не получил «Ред Тилсон Трофи», приз лучшему игроку сезона в лиге. Помимо рекордов результативности, сезон 1965/66 принёс Орру Кубок Джей Росса Робертсона — «Дженералз» победили в финале «Китченер Рейнджерс». Впервые за долгое время «Ошава» вернулась в борьбу за Мемориальный кубок и дошла до финала, победив последовательно «Норт-Бэй Трэпперс» и «Шавиниган Катарактез».
В одном из матчей с «Шавиниганом» Орр получил травму паха, хоккеист испытывал боли и имел проблемы с катанием. «Ошава» провела рекламную кампанию к началу финальной серии, призывая зрителей посмотреть на последние матчи Бобби за команду, и перспектива отсутствия звезды «Дженералз» на льду вызывала у них тревогу. Руководство «Бостона», в котором Орр должен был начать следующий сезон, не хотело видеть защитника в финале, пытаясь избежать риска возможного ухудшения травмы. Несмотря ни на что, сам Орр и его родители считали, что он не должен упускать шанса побороться за главный юниорский трофей Канады. Они заявили, что если «Бостон» помешает Орру выйти на лёд, он не подпишет с клубом профессиональный контракт. Блэр выразил ему поддержку, и защитник полностью провёл финальную серию, что, однако, не помогло «Ошаве» победить — они уступили «Эдмонтон Ойл Кингз» по сумме шести матчей. Руководство головной команды было крайне недовольно произошедшим, в результате чего тренер «Дженералз» Беп Гвидолин был уволен со своего поста, а Рен Блэр добровольно ушёл из клуба и получил работу в «Миннесота Норт Старз».

## Карьера в НХЛ

### Появление Иглсона и переговоры о контракте
В 1964 году Даг Орр выразил недовольство отношением «Бостона» к его сыну. Он считал, что зарплата Бобби слишком мала, и попросил у клуба прибавки, на что руководство ответило отказом. Тогда Даг обратился за помощью к ещё малоизвестному адвокату из Торонто Алану Иглсону, с которым он познакомился на одной из вечеринок в Пэрри-Саунд. Иглсон согласился работать с Оррами бесплатно, познакомился с Бобби и вскоре начал вести дела напрямую с ним.
Иглсон хотел добиться для своего клиента контракта с зарплатой игрока топ-уровня. Владелец «Брюинз» Хэп Эммс предлагал обычные для контракта новичка условия: 5 тысяч долларов в виде бонуса за подписание и 7 и 8 тысяч долларов соответственно за каждый из следующих двух сезонов в «Ошаве». Иглсон же потребовал за два сезона 100 тысяч долларов. В противном случае он угрожал, что его клиент, по примеру другого хоккеиста Карла Брюера (также сотрудничавшего с Иглсоном), откажется от профессионального статуса и будет тренироваться со сборной Канады. Несмотря на сомнения самого Орра, который очень хотел играть в НХЛ, он доверился своему агенту и согласился на его стратегию. Она принесла успех — стороны согласовали условия контракта. Церемония его подписания состоялась на личном круизном судне Эммса Barbara Lynn. Иглсон и Эммс сторговались на 25 тысячах долларов подъемных и зарплате «меньше, чем 100 тысяч». Сумма не подлежала разглашению, но назывались цифры в диапазоне от 25 до 40 тысяч за сезон (в своей автобиографии Орр написал, что зарплата составляла 25 тысяч плюс дополнительные выплаты за сыгранные матчи). Это делало Орра самым высокооплачиваемым новичком в истории лиги (средняя зарплата новичка лиги составляла 8 тысяч, просто игрока — 17) с окладом выше, чем у таких признанных звёзд, как Горди Хоу и Бобби Халл.
Подписание этого контракта стало важной точкой в истории профессионального хоккея. Впервые хоккеист смог выразить неудовольствие предложенным контрактом и изменить его — до этого игрок был вынужден соглашаться на условия клуба. В хоккей пришли спортивные агенты. Влияние Иглсона после работы с Орром возросло. Он был назначен исполнительным директором только что созданной Ассоциации игроков Национальной хоккейной лиги и вскоре стал одной из самых влиятельных фигур в мире хоккея.

### Дебют и первые сезоны
На момент окончания сезона 1965/66 Орру было 18 лет. Традиционно, именно в этом возрасте хоккеисты из молодёжных лиг получали приглашения в тренировочные лагеря клубов НХЛ, которым принадлежали права на них. За время игры в «Ошаве» он подрос, набрал необходимую мышечную массу и обрёл уверенность в своих силах. Орр считал, что готов к переходу на новый уровень. Он был вызван на сборы «Бостона» в Лондоне, Онтарио, по итогам которых должны были проясниться его перспективы в НХЛ. Сам Бобби не считал, что гарантированно получит место в «Брюинз», и не имел плана действий на случай отказа. Скорее всего, в этом случае ему пришлось бы вернуться в «Ошаву» или один из других фарм-клубов «Брюинз». Несмотря на трудности с определением позиции на льду (тренеры упорно не хотели ставить его в защиту и некоторое время использовали в центре нападения) и всё ещё недостаточную физическую развитость, в тренировочном лагере Орр всё больше убеждался, что сможет попасть в команду, и в итоге стал одним из 19 игроков, приглашённых на финальную часть предсезонных сборов в Бостон.
Первым профессиональным сезоном Орра в НХЛ стал 1966/67. Хоккеист пришёл в «Бостон» в непростой для клуба период, и на него возлагали большие надежды. Как вспоминал журналист Boston Globe Фрэнсис Роса, «все последние сезоны „Бостон“ и „Нью-Йорк Рейнджерс“ просто боролись за то, чтобы не занять последнее место. И болельщики, и эксперты верили, что Бобби станет спасителем, вытащит команду из той трясины, в которой она оказалась». В клубе Бобби предложили выбрать 5-й номер, ранее принадлежавший легенде команды Диту Клэпперу, но молодой хоккеист остановился на цифре «4» и не менял игровой номер до конца карьеры. 19 октября 1966 он провёл свой первый матч в НХЛ. «Брюинз» победили «Детройт» (6:2), а Орр записал на свой счёт результативную передачу. Через три дня он забросил первую шайбу в домашнем матче с «Монреалем», которую болельщики встретили стоячей овацией.
Бобби быстро завоевал уважение ветеранов команды, победив в своей первой драке в НХЛ тафгая «Монреаля» Теда Харриса. 4 декабря он впервые получил серьёзную травму — Марсель Проново толкнул Орра на борт, и тот повредил колено. Из девяти матчей, которые тот пропустил, «Бостон» проиграл шесть. Команда и без того проводила слабый сезон, в итоге закончив на последнем месте. Несмотря на это, посещаемость на домашних матчах сильно возросла, а прибыль от продажи билетов увеличилась почти на 100 тысяч долларов. Показатели Орра за его первый сезон — 13 шайб и 28 результативных передач — стали одними из лучших для новичков в истории и беспрецедентными для защитника. Он получил «Колдер Трофи», награду лучшему новичку года, и был включён во вторую Сборную всех звёзд НХЛ. «Джеймс Норрис Трофи», приз лучшему защитнику, достался в том году хоккеисту «Нью-Йорк Рейнджерс» Гарри Хауэллу, который, принимая награду, сказал знаменитую пророческую фразу: «Я рад, что мне удалось получить „Норриса“, ведь следующие лет десять он будет принадлежать Орру». Бобби в голосовании за награду занял второе место.
Защитник не смог полностью провести сезон 1967/68 — из-за травм Бобби сыграл только в 46 матчах. Вначале он получил повреждение правого колена во время предсезонной благотворительной игры и выбыл на 5 недель, а в декабре после силового приёма Фрэнка Маховлича Орр сломал ключицу и вывихнул плечо. Он вернулся на лёд в январе и успел сыграть в своём первом Матче всех звёзд, после чего болезненные ощущения в колене вынудили его пропустить ещё пять матчей. В феврале в игре с «Детройтом» у Бобби вновь возникли проблемы с коленом, и ему пришлось покинуть лёд раньше времени. Тогда он перенёс первую из многих операций на колене — ему восстановили связки и удалили хрящ. Хоккеист сумел отыграть концовку сезона, но после него ему потребовалось ещё одно хирургическое вмешательство. Несмотря на все проблемы, Орр сумел завоевать свой первый «Норрис Трофи» и был включён в первую Сборную всех звёзд.
После провального прошлого регулярного чемпионата, в котором «Бостон» занял последнее место, этот был гораздо более успешным. В лиге происходили изменения — новый сезон завершил эру «Оригинальной шестёрки». Количество команд увеличилось, драфт расширения серьёзно изменил их составы. Поменялось и руководство «Бостона» — вместо Эммса генеральным менеджером был назначен Милт Шмидт. Он оформил несколько удачных сделок, включая громкий обмен с «Чикаго», в ходе которого в «Брюинз» пришли Фил Эспозито, Фред Стэнфилд и Кен Ходж. Вызванные из молодёжных лиг Глен Сатер и Дерек Сандерсон добавили игре команды агрессивности, за что «Бостон» получил прозвище «Большие злые мишки». Столь глобальные изменения помогли «Брюинз» не только покинуть последнее место, но и впервые с 1959 года выйти в плей-офф, где уже в первом раунде клуб проиграл будущему обладателю Кубка Стэнли «Монреалю».
Перед началом следующего сезона Орра вновь начало беспокоить колено, но защитник успел восстановиться к началу чемпионата. Травму не удалось залечить полностью, а в одном из матчей конёк Бобби попал в трещину во льду — и колено травмировалось вновь. Хоккеист пропустил 9 игр, а вернувшись в строй — играл через боль и не в полную силу. При этом, ему всё равно удавалось показывать высокий уровень игры. 14 декабря он сделал свой первый хет-трик в НХЛ (в матче с «Чикаго», где он также отдал две результативные передачи, набрав, таким образом, 5 очков). Его показатели результативности по итогам сезона (21 шайба и 64 набранных очка в 67 матчах) были рекордными для защитников за всю историю НХЛ.
В матче концовки регулярного чемпионата с «Торонто» у Орра произошла стычка с защитником «Мэйпл Лифс» Пэтом Куинном. Куинн провёл против Бобби силовой приём, после чего они обменялись ударами и были разняты судьями. Конфликт продолжился в первом матче плей-офф, в котором командам вновь пришлось играть друг против друга. Куинн воспользовался моментом, когда Орр опустил голову, и нанёс ему удар локтем (по словам Куинна — плечом). Бобби потерял сознание и не смог продолжить игру, а защитник «Торонто» получил пятиминутный штраф, после чего вернулся на лёд. На скамейке штрафников на Куинна напал один из болельщиков «Брюинз», обороняясь от которого он разбил стекло клюшкой, после возвращения на лёд его забрасывали мусором, а покидать арену защитнику «Торонто» пришлось под охраной полиции. По словам одного из присутствовавших на матче полицейских, «бостонцы не любят, когда кто-то трогает Орра, он для них легенда. А как по мне, всё там было чисто». Куинн позже рассказывал, что Орр, которого он считает лучшим хоккеистом в истории, простил его за этот инцидент. Игра же после случившегося вышла из-под контроля и закончилась потасовкой. «Брюинз» в итоге одержали крупную победу со счётом 10:0. Через два матча на лёд вернулся Орр, «Торонто» был побеждён в четырёх матчах, но выйти в финал «Бостону» вновь помешал «Монреаль» (2:4).

### Победы в Кубке Стэнли
Перед началом сезона 1969/70 в «Бостоне» понимали, что команда укомплектована и готова к борьбе за Кубок Стэнли. «Брюинз» заняли второе место в своём дивизионе и вышел в плей-офф, в котором без особых проблем дошли до финала Кубка Стэнли, впервые с 1941 года. Соперником «Брюинз» по финальной серии был «Сент-Луис». В первых трёх матчах команда Орра одержала победу, четвёртый, состоявшийся 10 марта, мог стать решающим. Команды доиграли до овертайма, в котором Орр забил гол, ставший одним из самых известных в истории хоккея. На 40-й секунде защитник получил пас от Дерека Сандерсона и отправил шайбу между ног голкипера «Блюз» Гленна Холла. Сразу после этого защитник «Сент-Луиса» Ноэль Пикар зацепил конёк Бобби клюшкой, и тот взлетел над площадкой. Осознав, что шайба в воротах, он, все ещё находясь в полёте, победно поднял руки. Знаменитой стала и фотография Рэя Люссье, запечатлевшего этот момент. К 40-летнему юбилею заброшенной шайбы она была увековечена в статуе, установленной около арены «Брюинз» «ТД-гарден».

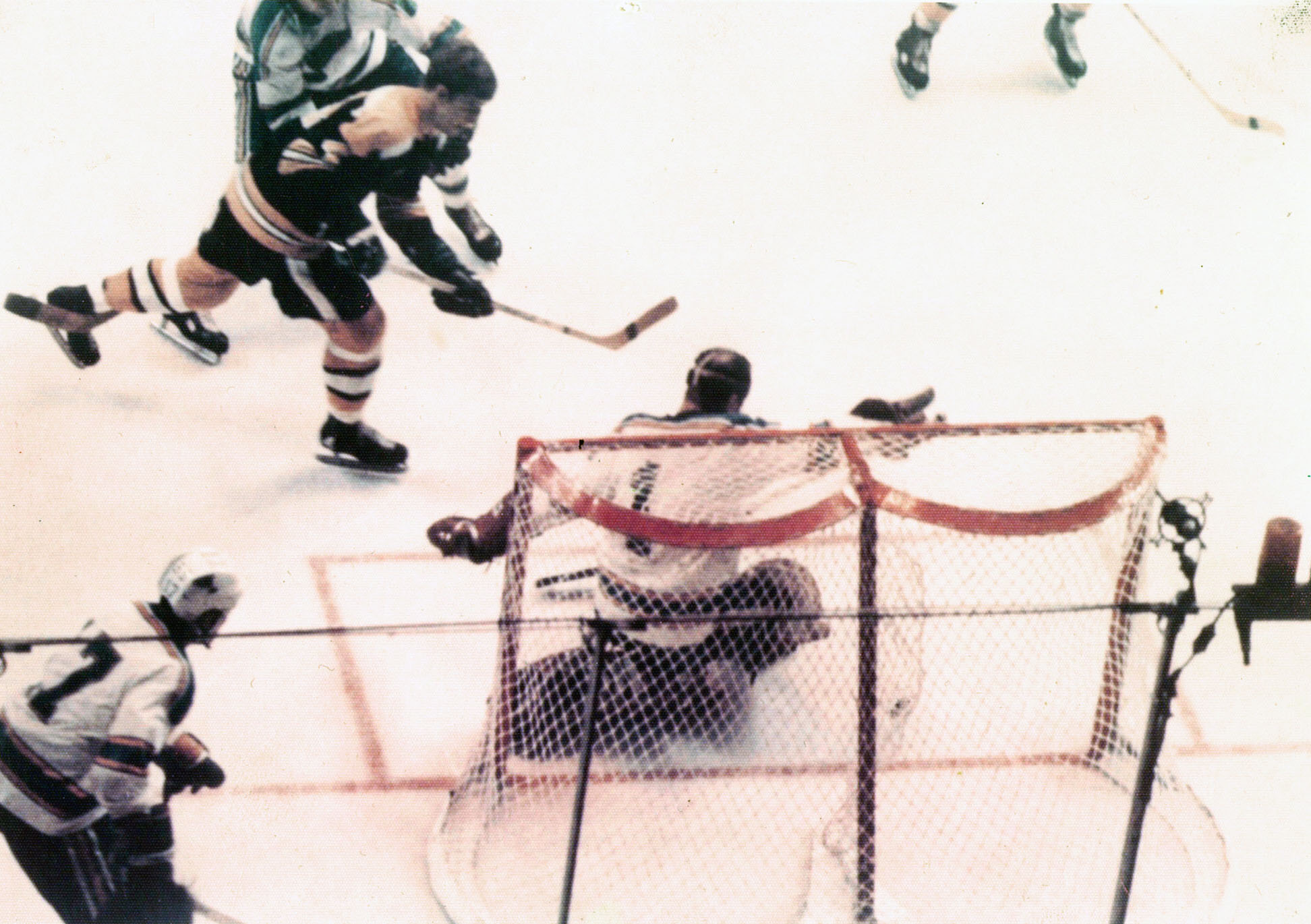
Орр в матче с «Сент-Луисом»

В том сезоне Бобби удвоил результативность и набрал 120 очков, возглавив таблицу бомбардиров по результатам регулярного чемпионата. Впервые в истории лиги защитник стал обладателем «Арт Росс Трофи», всего 6 очков не хватило Орру для того, чтобы установить рекорд НХЛ по количеству набранных очков за сезон. В очередной раз он завоевал «Джеймс Норрис Трофи» и в первый раз в карьере «Харт Трофи» — приз лучшему игроку года. Позже к этим наградам он прибавил «Конн Смайт Трофи» за выступления в плей-офф, став, таким образом, единственным игроком в истории, когда-либо выигрывавшем эти четыре награды в один сезон. В 1999 году журнал Sports Illustrated признал игру Орра в сезоне 1969/70 лучшей в истории регулярных чемпионатов НХЛ за всё время.
Следующий розыгрыш «Бостон» начал действующим обладателем Кубка Стэнли. Команда показала невиданную игру в атаке, побив множество рекордов лиги. Так, разница забитых и пропущенных шайб составила 192, а в списке лучших бомбардиров 4 первых места заняли игроки «Брюинз», причём каждый из них набрал более 100 очков. Все четверо получили в награду от клуба сделанные из золота шайбы. Орр подарил свою Алану Иглсону, который позже продал её на аукционе за 16 500 канадских долларов. Бобби занял второе место (после Фила Эспозито), установив всё ещё действующий рекорд результативности для защитников (139 очков), и по показателю плюс-минус среди игроков всех амплуа. «Брюинз» были явными фаворитами плей-офф, но уже в первом раунде уступили «Монреалю».
26 августа 1971 года Орр подписал с «Брюинз» новый 5-летний контракт с зарплатой 200 тысяч долларов за сезон — первый миллионный контракт в истории НХЛ. В новом сезоне защитник вновь стал вторым бомбардиром и команды, и лиги (после Эспозито), а также в очередной раз завоевал «Харт Трофи» и «Норрис Трофи». «Бостон» выиграл свой дивизион, избежал прошлогодних ошибок в плей-офф и завоевал Кубок Стэнли. Орр получил «Конн Смайт Трофи», став первым хоккеистом, выигрывавшем эту награду два раза. Вик Хэдфилд, хоккеист «Нью-Йорк Рейнджерс», которых «Брюинз» обыграли в финале, после сказал, что «играли мы неплохо, но у них был Бобби, а у нас нет». Помимо регулярного чемпионата и плей-офф, Орр также стал лучшим игроком Матча всех звёзд, собрав, таким образом, три звания MVP в сезоне из трёх возможных.

### Последние годы в «Бостоне»
Перед началом сезона 1972/73 команда претерпела много изменений. В команде поменялся генеральный менеджер (Милта Шмидта сменил Гарри Синден), а многие игроки команды, включая Дерека Сандерсона, Джерри Чиверса и Джона Маккензи продолжили карьеру в клубах воссозданной Всемирной хоккейной ассоциации. Изменил состав и очередной драфт расширения. Эра «Больших злых мишек» постепенно завершалась. Тренер Том Джонсон был уволен по ходу сезона и его место занял уже тренировавший Орра ранее Беп Гвидолин. Изменения произошли и в руководстве, владевшая «Брюинз» семья Адамсов продала команду медиаконцерну Storer Communications. В результате, «Бостон» выбыл из борьбы за Кубок Стэнли уже в первом раунде, а Орр в пяти матчах набрал только 2 очка. Бобби провёл худший сезон за долгое время, хотя всё равно преодолел планку в 100 очков, получил очередной «Норрис Трофи» и был включён в Сборную всех звёзд.
В следующем сезоне Орр сумел значительно увеличить результативность (122 очка), установив в игре 15 ноября 1973 года с «Рейнджерс» рекорд по количеству набранных очков в одном матче для защитника (3 шайбы, 4 результативные передачи). «Бостон» выиграл регулярный чемпионат и дошёл до финала плей-офф, где уступил «Филадельфии». По словам тренера «Флайерз» Фреда Широ, «у них был Бобби, который мог сделать чертовски много, но у нас было 17 игроков. Это было сражение 17 против одного». Ещё более результативным получился сезон 1974/75. 135 очков Орра — второй показатель в карьере, а по количеству заброшенных шайб этот сезон и вовсе стал лучшим, во второй раз Бобби выиграл «Арт Росс Трофи» и впервые — недавно учреждённый «Лестер Пирсон Эворд», приз игроку года по мнению самих хоккеистов. Последний полный сезон для защитника в составе «Брюинз» закончился рано — уже в первом раунде плей-офф «Бостон» уступил «Чикаго».
В сезонах 1973/74 и 1974/75 Орр почти не пропускал матчи из-за травм и по оценкам специалистов проводил один из лучших отрезков в своей карьере. При этом, сам Бобби всё это время ощущал дискомфорт, а иногда и боль в колене, и ситуация, со временем, ухудшалась. В сентябре Орр перенёс операцию, что осложнило начавшиеся переговоры о продлении контракта. Врачи предупредили руководство «Бостона» о том, что из-за повышенной травматичности защитник вряд ли сможет долго играть на высоком уровне. 8 ноября он вернулся на лёд и провёл 10 матчей, которые, как оказалось, были единственными в последнем сезоне Орра в «Брюинз». Его восстановление почти совпало с обменом в «Нью-Йорк» другого знакового для «Бостона» игрока Фила Эспозито. Среди перешедших из «Рейнджерс» хоккеистов был Брэд Парк, считавшийся вторым по классу защитником лиги после Орра. Именно Парк в итоге займет ключевое место в обороне «Брюинз» после ухода Бобби. Орр же вскоре опять почувствовал боли в колене. 28 ноября защитнику вновь сделали операцию. По прогнозам врачей, Бобби должен был пропустить 2 месяца, но колено восстанавливалось значительно хуже ожиданий. Хоккеист, понимая, что уже не сыграет в этом сезоне, вернулся домой в Пэрри-Саунд. Появились слухи, что «Брюинз» могут обменять Орра, но защитник оставался в клубе до конца контракта.

### Уход в «Чикаго». Завершение карьеры
В 1976 году у Бобби заканчивался контракт, и потенциально он мог стать свободным агентом уже по завершении сезона 1975/76. Клуб был готов предпринять большие усилия, чтобы удержать своего ведущего игрока. Традиционно, интересы Бобби представлял Алан Иглсон. Ещё до начала сезона «Бостон» несколько раз предлагал Орру контракт: сообщалось о 5-летнем соглашении на сумму 1,75 миллионов (Иглсон назвал его «оскорбительным»), а позже — 2,5 миллионов долларов. Эта сумма устроила Иглсона, но контракт подписан не был. После начала сезона долго не получавший серьёзных травм Орр вновь начал пропускать матчи и перенёс 2 операции. Клуб пересмотрел контракт в сторону сокращения — 5-летний контракт, 295 тысяч долларов за сезон и единовременная выплата в 925 тысяч (или 18,6 % акций «Бостона») в июле 1980 года. Хотя условия, предложенные «Бостоном», были достаточно щедрыми, Иглсон отказался от сделки, пояснив в интервью газете Toronto Star, что не считает правильной ситуацию, в которой игрок будет одновременно и владельцем команды, при этом он никогда не сообщал детали контракта самому Орру.
«Бостон» предпринял ещё одну попытку переговоров, предложив 600 тысяч долларов за сезон, если Орр сумеет пройти все необходимые медицинские тесты; при этом контракт был действителен один сезон, после чего нуждался в пролонгации. Иглсон заявил, что «единственная возможность сохранить Бобби в клубе — личная встреча с владельцем команды Джереми Джейкобсом, которая должна будет прояснить ситуацию». В итоге, по окончании сезона защитник стал свободным агентом с правом «Брюинз» на получение компенсации. На Бобби претендовали «Сент-Луис» и «Чикаго». 8 июня 1976 года Орр подписал 5-летний контракт с «Блэк Хокс» на сумму 3 млн долларов. В «Брюинз» жаловались на многочисленные нарушения при заключении соглашения. Согласно документам, предоставленным хоккеистом позже, контракт был заключён в ходе тайной встречи ещё в мае, до появления у него статуса свободного агента.
Главный тренер «Брюинз» Дон Черри высказал своё мнение по поводу неудачных переговоров, заявив, что это стало следствием полного доверия хоккеиста своему агенту (Орр описывал свои отношения с Иглсоном как «братские»). Орр не контактировал с руководством команды, а Иглсон держал своего клиента в неведении относительно хода переговоров с «Брюинз» и убеждал, что в клубе его не ценят, всячески подталкивая к переезду в «Чикаго». Позже выяснилось, что у Иглсона были дружеские отношения с президентом «Блэк Хокс» Биллом Уиртцем. Когда до хоккеиста начали доходить слухи о переговорах, Иглсон ответил ему, что предложение «Чикаго» «попросту лучше, чем у „Бостона“, и обсуждать там нечего». Сам Бобби вспоминал, что президент «Бостона» Пол Муни однажды попросил разговора наедине, чтобы объяснить детали предложенного контракта, на что Орр грубо прервал разговор, обвинив президента в желании рассорить его с агентом. Уход Орра из клуба, в котором он имел статус культовой фигуры, получился если и не скандальным, то неприятным, и имя хоккеиста больше никогда не было связано с «Бостоном» официально. Отношения Бобби с Иглсоном были прекращены в 1980 году.
Постоянно травмированный Орр провёл только 26 игр в следующих трёх сезонах за «Чикаго», в сезоне 1977/78 он и вовсе ни разу не вышел на лёд. По состоянию на 1978 год он перенёс более десяти операций на коленях и с трудом мог ходить и кататься на коньках. Несмотря на это, он принял решение вернуться в игру в сезоне 1978/79. Защитник провёл шесть матчей, после чего осознал, что не сможет продолжать играть на высоком уровне. 29 октября Орр сыграл свой последний матч в профессиональном хоккее, 8 ноября заявил о завершении карьеры. Сразу после этого он получил должность ассистента главного тренера «Блэк Хокс» Боба Палфорда.

## Международная карьера
Орр не сумел принять участие в Суперсерии 1972 года — проблемы с коленом и очередная операция не позволили ему сыграть со сборной СССР. Хоккеист до последнего надеялся поучаствовать в Серии, находился в расположении команды и даже летал на восьмой матч в Москву, но выйти на лёд оказался не в состоянии.
Бобби очень хотел когда-нибудь всё же сыграть за сборную. В 1976 году руководство «Чикаго» позволило новичку команды сыграть на только что основанном Кубке Канады. Его участие в этом турнире было отчасти авантюрой, так как многочисленные травмы хоккеиста не были залечены до конца. Иглсон считал, что именно участие в Кубке Канады стало «последней каплей» и «закончило» карьеру защитника. Орр придерживался другого мнения — он осознавал, что играть ему оставалось недолго и «не участие в Кубке было тому виной», и что он «ни на что бы это не променял».
Канадцы победили в первом розыгрыше Кубка, одержав 6 побед в 7 проведённых ими матчах. Выступление Орра, несмотря на проблемы со здоровьем, принесло ему включение в Сборную всех звёзд и звание лучшего игрока турнира. По словам Бобби Кларка, «весь день он с трудом передвигал ноги, а вечером выходил на лёд и был лучшим игроком одной из лучших команд в истории. И так в каждом матче на протяжении всего турнира». Другой из партнёров по команде, Дэррил Ситтлер говорил, что «Орр с одной ногой был лучше, чем остальные с двумя».

## Характеристика игрока
Когда он набирал скорость, ощущение было необыкновенным. Все наши игроки начинали пятиться назад в лёгкой панике, как посетители пляжа при виде огромной волны. При этом, он не хотел идти в одиночку, он вёл за собой своих партнёров, он хотел, чтобы они тоже поучаствовали в атаке. И они понимали, что играют вместе с лучшим игроком лиги, и если он отдаст тебе пас, то ты просто не имеешь права испортить момент. Ты должен будешь показать лучшее из того, что можешь.
Несмотря на очевидные бомбардирские навыки, Орр с детства играл в защите, обладая неограниченной свободой действий в атаке. На площадке он прежде всего выделялся своей скоростью и способностью ускоряться в нужный момент. Он мог совершать большое количество забегов от одного края площадки до другого, что позволяло ему в нужный момент быть там, где находится шайба. По словам партнёра Орра по команде Фила Эспозито, «неважно, насколько быстр был соперник, если Бобби надо было быть быстрее — он был. Особенно ярко это проявлялось, когда другая команда оказывалась в меньшинстве. При этом он почти всегда возвращался, чтобы отработать в защите». Некоторое преимущество он получал из-за особенностей арены «Бостон-гарден», на которой Орр провёл большинство своих матчей — длина ледяного покрытия там была на 2,7 метра короче, чем стандартная длина площадки в НХЛ. В итоге на протяжении всей карьеры Бобби показывал беспрецедентно высокую для защитника результативность и побил рекорды по очкам, шайбам и голевым передачам для игроков своего амплуа.
Манера игры Бобби разрушительно действовала на его левое колено, что привело к многочисленным травмам, операциям (13 или 14, по заявлению самого хоккеиста) и значительно сократило срок его карьеры. Орр играл с левым хватом, но на правом крае. При забеге к воротам соперника получалось, что он прикрывал шайбу левой ногой, оставляя левую руку приподнятой, чтобы отталкивать защитников. В такой позе наиболее уязвимым перед ударом соперников оказывалось именно левое колено, и даже если Бобби избегал контакта с защитником, его забег зачастую заканчивался столкновением с голкипером, воротами или бортом. «Ну что ж, так я играл. Я любил подержать шайбу, а если долго держишь шайбу — готовься получать. Я ни о чём не жалею, хотя хотелось бы поиграть и подольше. У меня был свой стиль, и я выкладывался по полной» — говорил сам хоккеист в интервью в 2008 году. По словам спортивного журналиста Боба Маккензи, из-за многочисленных шрамов его левое колено было похоже на «карту дорог центра Бостона». Уже после завершения карьеры Орр сделал ещё 8 операций, пытаясь избавиться от боли, после чего в 2004 году полностью заменил коленные суставы.
Орр также известен своим дурным нравом и несдержанностью во время игры. Бывший тренер «Бостона» Дон Черри рассказывал об эпизоде в ходе одного из матчей с «Лос-Анджелесом»: «Брюинз» проигрывали, и незадолго до конца игры Бобби самовольно покинул скамейку запасных и напал на игрока «Кингз», объяснив свой поступок тем, что он «смеялся над ними». Черри вспоминал и другие стычки Орра и отметил, что дрался он часто. Так, в ноябре 1967 защитник получил удар клюшкой по лицу от игрока «Торонто» Брайана Конахера. Одноклубник Орра Джон Маккензи начал драку с Конахером, но Бобби, с окровавленным лицом, оттащил его и начал избивать Конахера самолично. Не успокаивал Орра и факт, что игрок «Мэйпл Лифс» не отбивался, более того, Конахера исподтишка ударил клюшкой Кен Ходж. После этого эпизода Орра регулярно освистывали в Торонто.

## После завершения карьеры

### Банкротство. Падение Иглсона
После завершения карьеры, по подсчётам независимого бухгалтера, Орр, несмотря на одну из крупнейших в НХЛ зарплат, являлся, по сути, банкротом. При этом, ему предстояло пройти налоговую проверку. В 1966 году для управления активами Бобби и для обхода налогового законодательства Иглсон зарегистрировал компанию Bobby Orr Enterprises Ltd, теперь, спустя 12 лет, Налоговое управление США выяснило, что компания вела дела с многочисленными нарушениями. В июле 1980 года общие активы Орра составляли 456 тысяч 604 доллара, долги (включая невыплаченные налоги) — 469 тысяч 546 долларов. Он обвинял в сложившейся ситуации Иглсона, воспользовавшегося его полным доверием, тот, в свою очередь, обвинял хоккеиста в расточительности и нежелании слушать инвестиционные советы. В апреле 1980 года Иглсон и Орр окончательно разорвали все отношения. В рамках заключенного сторонами мирового соглашения, агент согласился выкупить активы Bobby Orr Enterprises на общую сумму в 620 тысяч долларов. Орр заявлял, что так и не узнал, куда пошли заработанные им деньги.
Бобби сыграл важную роль в последующих разоблачениях действий Иглсона. Ещё в 1992 году ФБР обвиняло функционера в использовании активов возглавляемой им Ассоциации игроков НХЛ для собственного обогащения, но политического влияния Иглсона хватало, чтобы несколько лет избегать экстрадиции в США. Привлечь функционера к уголовной ответственности удалось только в 1998 году, при помощи Орра и ещё нескольких хоккеистов, сотрудничавших с Юридическим сообществом Верхней Канады. Иглсон в течение нескольких дней предстал и перед американским, и перед канадским судом. Оба суда признали функционера виновным в мошенничестве, растрате и вымогательстве Судья из Бостона приговорил его к штрафу в миллион канадских долларов и году заключения условно, судья из Торонто — к восемнадцати месяцам тюрьмы. Вскоре после судебного процесса, Бобби принял участие в кампании по исключению Иглсона из Зала хоккейной славы. Орр, как и ещё 18 других хоккеистов, включённых в него, угрожал покинуть Зал, если имя Иглсона не будет оттуда удалено. Не дожидаясь развития ситуации, тот добровольно отказался от членства.
И после этого Орр нередко негативно отзывался об Иглсоне, «вылив на него всю возможную грязь» в интервью Toronto Star и посвятив отношениям с ним целый раздел своей автобиографии (пытаясь охарактеризовать Иглсона в нескольких словах, он назвал его «человеком, движимым только жадностью»). Агент, в свою очередь, отвечал на нападки клиента, заявляя, что тот был «дерзким юнцом, который жил на широкую ногу, не заботясь о деньгах» и «безынициативным бизнес-партнёром».

### Тренерская деятельность и бизнес

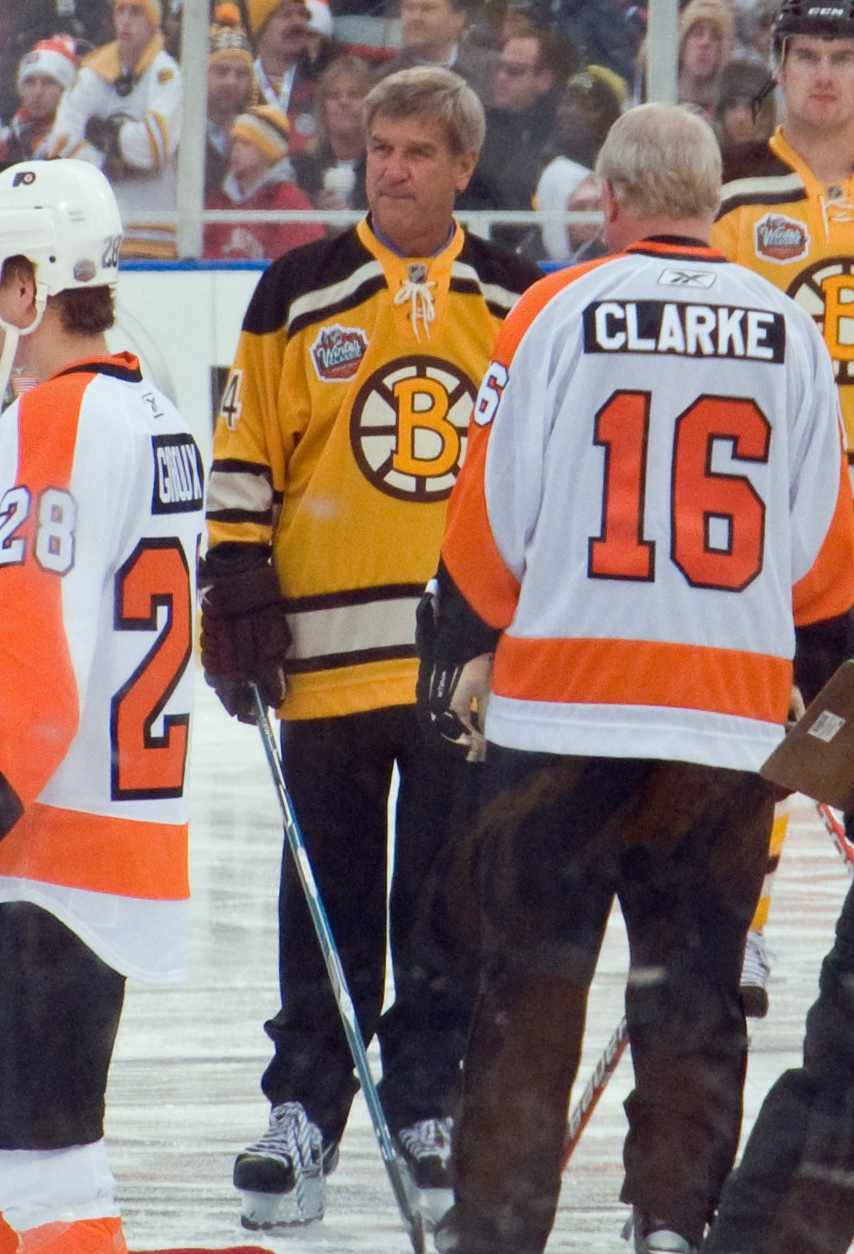
Орр и Бобби Кларк во время Зимней классики 2010

Орр некоторое время работал помощником тренера в «Чикаго» и консультантом для НХЛ и клуба «Хартфорд Уэйлерс». Его тренерская карьера не задалась, он довольно быстро понял, что не создан для этой работы. «Чикаго» отказался выплачивать Бобби зарплату, и тот обратился в суд, который обязал команду погасить треть общей суммы задолженности (450 тысяч долларов). Из этой суммы 200 тысяч пошли на уплату налогов и судебных издержек. Орр переехал обратно в Бостон, вместе с двумя партнёрами создал компанию Can-Am Enterprises, занимающуюся рекламными контрактами, которая позволила ему поправить финансовое положение.
В 1996 году Орр вместе с инвесторами приобрёл занимающуюся спортивным менеджментом компанию Woolf Associates. Он стал сертифицированным хоккейным агентом (без права переговоров с клубами). В 2000 году Woolf Associates объединилась с компанией филадельфийского агента Рика Каррана, третьим бизнес-партнёром стал Пол Крипелка. В итоге, в 2002 году было открыто агентство Orr Hockey Group. По оценкам журнала Forbes, Orr Hockey Group является 4-м крупнейшим спортивным агентством, работающим в НХЛ. В числе игроков, которых оно представляет: братья Стаал (Эрик, Марк, Джордан), Джефф Картер, Джейсон Спецца, Кэм Уорд, Джефф Скиннер.
Бобби регулярно выступал в роли тренера команды молодых звёзд Канадской хоккейной лиги в ежегодной CHL Top Prospects Game, игре, в которой встречаются 40 лучших по рейтингу драфта молодых игроков, поделённых на две команды. В большинстве матчей команду, противостоящую команде Орра, возглавлял Дон Черри, бывший наставник «Бостона», некоторое время бывший тренером самого Орра. Непосредственное участие Бобби, профессионального агента, в подобных мероприятиях могло вызвать конфликт интересов и часто подвергалось критике. По этой причине он добровольно отказался от участия в матчах, но руководство лиги убедило Орра остаться. В 2011 году он ушёл окончательно, при этом одна из команд продолжает называться «командой Орра».
3 ноября 2013 года вышла автобиография хоккеиста «Орр: моя история», стартовавшая на 8-м месте в списке бестселлеров The New York Times среди документальной прозы. Критики сдержанно встретили книгу, заявив, что Орр не предоставил нового сенсационного материала, и она «настолько же уныла, насколько Бобби-хоккеист был изобретателен».

## Личная жизнь
В сентябре 1973 года Бобби женился на Маргарет Луизе Вуд. Уроженка Мичигана, она некоторое время работала логопедом в Детройте, после переехала в Форт-Лодердейл и устроилась барменшей в «Bachelor’s III», где и познакомилась с Орром. В рождество 1972 года они обручились, в сентябре 1973 поженились. Церемония была тайной и прошла на родине хоккеиста в Пэрри-Саунд. У пары двое сыновей: Даррен и Брент, Даррен, как и отец, спортивный агент, работает в Orr Hockey Group. Мать Бобби Арва умерла в 2000 году от рака, отец, Даг — в 2007 году. В 2009 Орр впервые стал дедушкой — родилась внучка Алексис, двумя годами позже родился и внук, Брэкстон.
Вне льда Орр старался избегать чрезмерного внимания к себе. По словам директора по связям с общественностью «Бостона» Нэйта Гринберга, «одной из наиболее сложных частей его работы было заставить Бобби выйти из раздевалки и пообщаться с прессой». При этом, любой журналист хотел взять интервью только у него, в то время как сам Орр хотел, чтобы его партнёры по команде тоже получили заслуженную долю популярности. Одноклубник Орра Терри О’Райли описывал его как «застенчивого парня, которому случилось оказаться лучшим хоккеистом в мире».
Хоккеист всегда заботился о поддержании имиджа профессионала. Знавшие его ещё в юности, во время игры за «Ошаву», отмечали, что Орр держался в стороне от алкоголя и сигарет, не посещал ночные клубы и следил за чистотой своей квартиры. Положительно отмечалось и чувство стиля Бобби. С детства Орр — заядлый рыбак, после завершения карьеры он увлёкся гольфом и даже занимался организацией благотворительных турниров.
И во время, и после завершения карьеры Орр регулярно занимался благотворительностью. Журналист Eagle-Tribune Расс Конуэй вспоминал, как посетил с хоккеистом детскую больницу Бостона. Визит не был запланирован — они просто ходили из одной палаты в другую с коробкой сувениров и атрибутики «Бостона». «Бобби разговаривал с детьми, шутил, спрашивал их имена, раздавал подарки и автографы. Они были настолько поражены, что просто не верили своим глазам». Неоднократно Орр помогал и своим бывшим одноклубникам. Так, он оплатил курс реабилитации для Дерека Сандерсона, который к концу своей карьеры страдал от алкогольной и наркотической зависимости. Позже Бобби помог ему открыть своё дело. Другой известный случай — помощь Орра бывшему тренеру «Брюинз» Джону Форристэллу. В 1994 году из-за проблем с алкоголем тот потерял работу и испортил отношения с близкими, а вскоре ему был диагностирован рак мозга. Бобби поселил его в своём доме, где Форристэлл прожил около года, вплоть до момента его смерти.

## Наследие

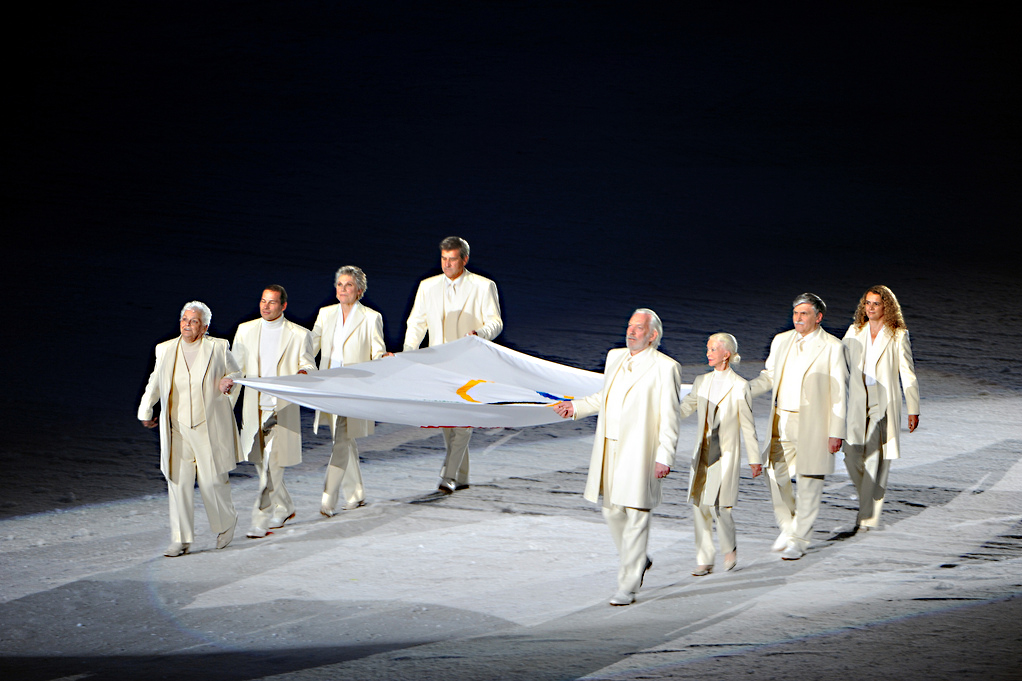
Орр (сзади в левой колонне) несёт Олимпийский флаг на церемонии открытия игр в Ванкувере

Результативные защитники появлялись в НХЛ и до Орра (например, Ред Келли), но были скорее исключением из правил. Именно Бобби и его уникальные атакующие действия вдохновили множество защитников на активную игру не только у своих, но и у чужих ворот. «Он создал понятие „атакующий защитник“. Без Орра не было бы Рэя Бурка, не было бы Пола Коффи», — писал комментатор ESPN Барри Мэлроуз в своей статье о лучших защитниках в истории, в которой поставил Орра на первое место. Высокая дистанционная скорость, ускорения и умение сыграть ярко сделали его звездой НХЛ, а присутствие Бобби на льду увеличивало продажи билетов на гостевые матчи. За 13 лет в НХЛ Орр забил 270 голов и отдал 645 голевых передач в 657 матчах. На момент завершения карьеры, он был лучшим в истории защитником по всем трём показателям результативности, 10-м по передачам и 19-м по очкам среди игроков всех амплуа. Только трое хоккеистов среди уже завершивших карьеру имеют больший показатель очков в среднем за игру — Уэйн Гретцки, Марио Лемьё и Майк Босси, при этом все трое — нападающие. Орр регулярно включается во всевозможные рейтинги лучших хоккеистов в истории, занимая, как правило, второе место (после Уэйна Гретцки). Так же распределил их и влиятельный хоккейный журнал The Hockey News, опубликовавший самую известную версию списка лучших. В 2010 году то же издание назвало Орра лучшим защитником в истории.
Зал хоккейной славы отказался от традиционного 3-летнего периода между датой завершения карьеры и датой включения и ввёл Орра в свои ряды в 1979 году. Он стал одним из лишь 8 хоккеистов, для которых был отменён период ожидания, после Орра такой чести удостаивались лишь Лемьё и Гретцки. На момент вступления Бобби был 31 год, и он стал самым молодым из включённых в Зал игроков. Свитер с номером «4» был выведен из обращения «Бостоном» 9 января 1979 года. На церемонии в «Бостон-Гарден» болельщики устроили Орру настолько продолжительную овацию, что сорвали большую часть запланированных мероприятий. Лишь после того, как Бобби надел свитер «Брюинз», толпа успокоилась и дала ему произнести речь. День был объявлен «Днём Бобби Орра», а деньги, собранные в связанных с ним мероприятиях, были пожертвованы на благотворительность. На следующий день Орр посетил Сенат и Палату представителей штата, где его появление также вызвало 5-минутные аплодисменты. Легендарный игрок бостонской баскетбольной команды «Селтикс» Ларри Бёрд позже заявлял, что перед игрой набирался вдохновения, глядя на подвешенный под крышей арены свитер Бобби.
В 1970 году Орр, выигравший в этом году Кубок Стэнли, «Арт Росс Трофи», «Харт Трофи» и «Конн Смайт Трофи», стал обладателем «Премии Лионеля Конахера» лучшему спортсмену года в Канаде среди мужчин и «Приза имени Лу Марша» лучшему спортсмену Канады вообще. В 1979 году, вскоре после завершения карьеры, Орр был произведён в офицеры Ордена Канады. Хоккеист был одним из восьми известных канадцев, нёсших олимпийский флаг на церемонии открытия Олимпийских игр 2010 в Ванкувере.
В Пэрри-Саунд есть Зал славы Бобби Орра, интерактивный музей, посвящённый хоккеисту. В нём выставлен, в частности, вручённый Орру Орден Канады. Имя Бобби также носит городской общественный центр. В Ошаве, другом городе, тесно связанном с карьерой Орра, в его честь названа начальная школа. В 2008 году клуб «Ошава Дженералз» вывел свитер с номером «2», под которым играл хоккеист, из обращения.
10 мая 2010 года на праздновании 40-й годовщины «Гола», забитого Орром в ворота «Сент-Луиса», неподалёку от домашний арены «Брюинз» «ТД-гарден» была открыта бронзовая статуя хоккеиста, изображающая его в полёте во время празднования шайбы. Церемонию посетили многие одноклубники Орра. «В этот особенный момент мы празднуем то, что благодаря этой статуе, каждый раз заходя в „Бостон-Гарден“ у нас будет о чём вспомнить с ностальгией» — заявил после открытия хоккеист.
В 2017 году был включён в Список 100 величайших игроков НХЛ по версии самой лиги.

## Статистика
| Легенда | Легенда                    | Легенда | Легенда                   | Легенда | Легенда    |
| ------- | -------------------------- | ------- | ------------------------- | ------- | ---------- |
| И       | Количество проведённых игр | Штр     | Штрафное время            | +/−     | Плюс-минус |
| Г       | Голы                       | П       | Голевые передачи          | О       | Очки       |
| -       | Статистика неизвестна      | —       | Статистика не учитывалась |         |            |

### Матчи всех звёзд
Игровая статистика и список достижений взяты с сайта Legends of Hockey.net

## Достижения

### Командные
Юниорская карьера
| Год  | Команда         | Достижение                             |
| ---- | --------------- | -------------------------------------- |
| 1966 | Ошава Дженералз | Обладатель Кубка Джей Росса Робертсона |

НХЛ
| Год        | Команда       | Достижение                  |
| ---------- | ------------- | --------------------------- |
| 1970, 1972 | Бостон Брюинз | Обладатель Кубка Стэнли (2) |

Международные
| Год  | Команда | Достижение              |
| ---- | ------- | ----------------------- |
| 1976 | Канада  | Обладатель Кубка Канады |

### Личные
Юниорская карьера
| Год              | Команда         | Достижение                             |
| ---------------- | --------------- | -------------------------------------- |
| 1964, 1965, 1966 | Ошава Дженералз | Попадание в Сборную всех звёзд OHA (3) |

НХЛ
| Год                                            | Команда       | Достижение                                    |
| ---------------------------------------------- | ------------- | --------------------------------------------- |
| 1968, 1969, 1970, 1971, 1972, 1973, 1974, 1975 | Бостон Брюинз | Попадание в первую Сборную всех звёзд НХЛ (8) |
| 1967                                           | Бостон Брюинз | Попадание во вторую Сборную всех звёзд НХЛ    |
| 1968, 1969, 1970, 1971, 1972, 1973, 1975       | Бостон Брюинз | Участник Матча всех звёзд (7)                 |
| 1972                                           | Бостон Брюинз | Самый ценный игрок Матча всех звёзд           |
| 1970, 1971, 1972                               | Бостон Брюинз | Обладатель «Харт Трофи» (3)                   |
| 1968, 1969, 1970, 1971, 1972, 1973, 1974, 1975 | Бостон Брюинз | Обладатель «Джеймс Норрис Трофи» (8)          |
| 1970, 1975                                     | Бостон Брюинз | Обладатель «Арт Росс Трофи» (2)               |
| 1967                                           | Бостон Брюинз | Обладатель «Колдер Трофи»                     |
| 1970, 1972                                     | Бостон Брюинз | Обладатель «Конн Смайт Трофи» (2)             |
| 1975                                           | Бостон Брюинз | Обладатель «Лестер Пирсон Эворд»              |
| 1979                                           |               | Обладатель «Лестер Патрик Трофи»              |

Международные
| Год  | Команда | Достижение                      |
| ---- | ------- | ------------------------------- |
| 1976 | Канада  | Самый ценный игрок Кубка Канады |

Другие
| Год  | Достижение                                                      |
| ---- | --------------------------------------------------------------- |
| 1970 | Приз имени Лу Марша                                             |
| 1970 | Премия Лионеля Конахера                                         |
| 1970 | Спортсмен года по версии Sports Illustrated                     |
| 2009 | Попадание в Сборную всех звёзд OMHA за время существования лиги |

## Рекорды

### Действующие
- Наибольшее количество очков, набранных в одном сезоне защитником (139)[172].
- Наибольшее количество результативных передач, сделанных в одном сезоне защитником (102)[172].
- Наилучший показатель плюс-минус в одном сезоне (+124)[173].

### Бывшие
- Наибольшее количество шайб, заброшенных защитником за всю карьеру (270)[172].
- Наилучший показатель плюс-минус за всю карьеру (+597)[174].
- Наибольшее количество результативных передач, сделанных в одном сезоне (102)[172].
- Наибольшее количество шайб, заброшенных в одном сезоне защитником (46)[172].
- Наибольшее количество очков, набранных в одном матче защитником (7)[172].